# Чешка кухня
Чешката кухня (на чешки език - Česká kuchyně) е националната кухня на Чешката република, при която са налице значителни регионални различия, свързани тясно с дългогишното обединение на Чехия и Словакия.